# Klaas De Gruyter
Klaas De Gruyter (Oostende, 9 maart 1980) is een Belgisch voormalig wielrenner. Na zijn actieve loopbaan werd De Gruyter docent Nederlands en Duits.

## Belangrijkste overwinning
2005
- Eindklassement Spa Arden Classic

## Tourdeelnames
geen

## Ploegen
- 2004 - Jartazi-Granville Team
- 2005 - MrBookmaker.com - SportsTech, vanaf 1 augustus (stagiair)
- 2006 - Palmans-Collstrop (Elite zonder contract)
- 2007 - Palmans-Cras (professional)

Beeckman · Cosyn · Daniels · De Gruyter · De Herdt · Devaere · Dierickx · Duque · R.Hegreberg · M.Hegreberg · Huysveld · Meul · Muys · Neyens · S.Penne · 
F.Penne · Ronsse · Van Der Ginst · Van Der Schueren · Van Sinaey · Vanendert · Vastmans · Zelderloo
Boucher · Bouquet · Castresana · Coenen · Commeyne · Day · Gabriel · Gardeyn · Hunt · Laidoun · Omloop · Paumier · Planckaert · Pronk · Renders · Roodhooft · Šimůnek · Thijs · Traksel · Trouvé · Van de Wouwer · van Dijk · Vandenbroucke · Vanderaerden · Vanhaecke · Vannoppen · Wuyts · De Gruyter (stagiair) · De Leener (stagiair) · Suray (stagiair)
Albert · Commeyne · Daelmans · De Gruyter · Geluykens · Huys · Ilegems · Penne · Roodhooft · Šimůnek · Smeulders · Van Den Bosch · E.van IJzendoorn · R.van IJzendoorn · Vannoppen · Wuyts
Albert · Commeyne · De Gruyter · Denolf · Huys · Penne · Renders · Roodhooft · Šimůnek · Streel · Traksel · Van Den Bosch · Van Den Brande · E.van IJzendoorn · R.van IJzendoorn · Van Loocke · Wijnands · Wuyts